# Borbacha punctipardaria
Borbacha punctipardaria là một loài bướm đêm trong họ Geometridae.